# ULA (elektronika)

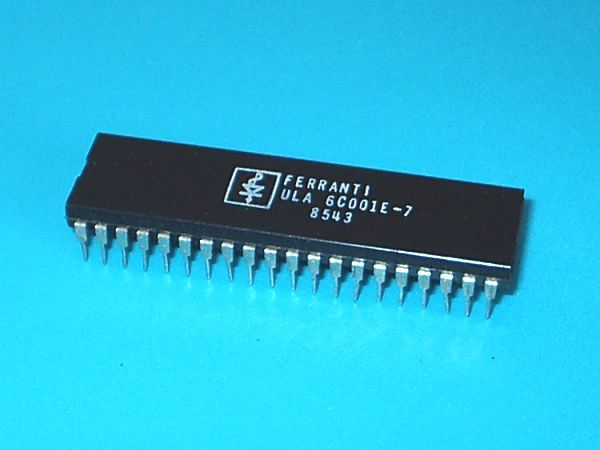
ULA6C001E7 firmy Ferranti

ULA je název celé řady zákaznických integrovaných obvodů produkovaných v 80.-90. letech 20. století britskou firmou Ferranti. Později výrobu převzala další britská firma, a sice Plessey. Obvody ULA nahrazují mnohdy složitá zapojení, pro která by se jinak muselo použít větší množství obvodů malé a střední integrace. Používaly se v mnoha zařízeních spotřební a průmyslové elektroniky, v Česku jsou ale nejznámější díky jejich využití v počítačích Sinclair ZX81 a Sinclair ZX Spectrum a jejich československých klonech Didaktik Gama.

## ULA v počítačích Sinclair
V počítači slouží ke generování obrazu, obsluze klávesnice, magnetofonu a zvuku. Tento obvod nahradil velké množství součástek, které byly použity v počítači ZX80.
V počítačích Sinclair existuje několik variant obvodu ULA:
- pro počítače ZX81,
- pro počítače Sinclair ZX Spectrum 16 a Sinclair ZX Spectrum 48 (ULA5C112E, ULA6C001E6, ULA6C001E7)
- pro počítače Sinclair ZX Spectrum 128+ a Sinclair ZX Spectrum 128 +2 (ULA7K010E5)
- pro počítače Sinclair ZX Spectrum +3 (zde se jedná o obvod Gate Array 40077 vyráběný Amstradem, jako ULA je nazýván spíše ze setrvačnosti vzhledem k obvodům v předcházejících modelech ZX Spectra).
- ULA pro ZX Microdrive (a QL Microdrive), která řídí veškerou logiku a ovládání motoru v jednotkách Microdrive
- ULA pro ZX Interface 1, obsahující veškerou logiku pro ovládání ZX Microdrive a sériový port

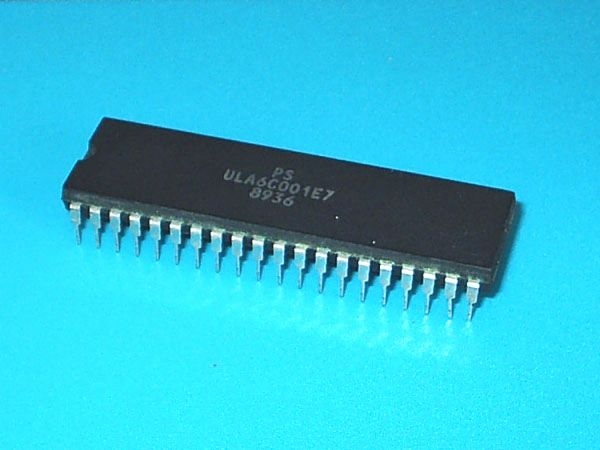
ULA6C001E7 firmy Plessey

ULA pro počítače Sinclair ZX Spectrum 128K až ZX Spectrum +3 je rozšířenou variantou ULy pro počítače Sinclair ZX Spectrum 16 a 48, příčemž v modelech +2A, +2B a +3 již nejde o původní obvod vyráběný podle Ferranti, ale zcela nové hradlové pole s podporou občerstvení 4bitových pamětí, odlišným časováním a také podporou jiné matice klávesnice s vývody 11x13 kontaktů.
ULA pro počítače Sinclair ZX Spectrum 128 obsahuje navíc podporu pro přepínání dvou videopamětí. ULA pro počítače Sinclair ZX Spectrum +2/A/B/+3 obsahuje i podporu pro stránkování paměti od adresy 0000h a podporuje tak proprietární implementaci CP/M. Verze Spectra 128K +3 obsahuje řadič disketové jednotky, ten je tvořen samostatnými obvody NEC uPD765 (varianta Intel 8272).
ULA pro počítače Sinclair ZX Spectrum 16 a 48 je realizována v pouzdře DIL se 40 vývody, pro ZX Spectrum 128+ a +2 v pouzdře DIL se 48 vývody, ULA pro počítače Sinclair ZX Spectrum +3 je realizována v pouzdře QFP se 100 vývody.
ULA od firmy Plessey či Ferranti typu ULA6C001E7 je použita i v počítači Didaktik Gama, počítače Didaktik M a Didaktik Kompakt a značné množství sovětských, ukrajinských a ruských používá ruský ekvivalent Т34ВГ1, jehož časování a přístup do paměti je natolik odlišný od původního designu ULA, že se přistoupilo ke zvýšení taktu CPU Z80 na 4MHz.
Okolo roku 1989 zkonstruovala Tesla Rožnov variantu obvodu ULA pro ZX Spectrum označovanou jako MH 6001, která se svým chováním od originálního obvodu ULA nelišila víc, než jednotlivé originální obvody ULA  mezi sebou. Pouze se občas stalo, že počítač vybavený tímto obvodem se nespustil.